# Setsubun
Setsubun (節分? lett. "divisione delle stagioni") è il giorno che precede il cambio di ogni stagione in Giappone. Il nome vuol dire divisione delle stagioni, ma in genere il termine si riferisce al Setsubun primaverile, chiamato propriamente Risshun (立春?) ed è celebrato ogni anno il 3 febbraio come parte della festa di primavera (春祭?, haru matsuri) secondo il vecchio calendario giapponese.

## Significato e riti del Setsubun
Nella sua associazione con il nuovo anno lunare, il setsubun primaverile può essere pensato come un tipo di ultimo dell'anno, e così si accompagna con dei riti per purificare il male dell'anno precedente e scacciare gli spiriti malvagi dall'anno che deve venire. Questo rito viene chiamato Mamemaki (豆撒き? lett. "lancio dei fagioli"). Il "Mamemaki" consiste nel far indossare, generalmente al padre della famiglia, una maschera di demone e nel tirargli addosso i fagioli esclamando "Oni wa soto! Fuku wa uchi!" ("鬼は外! 福は内!"?) traducibile in italiano con "Fuori i demoni! Dentro la buona sorte!". I bambini poi raccolgono i fagioli e ne mangiano uno per ogni anno della loro età.